# 沃倫頓 (印第安納州吉布森縣)
沃倫頓（英語：Warrenton）是位於美國印地安納州吉布森縣的一個非建制地區。該地的面積和人口皆未知。